# 利物浦大学
利物浦大学（英語：University of Liverpool）是一所位于英国的研究型大学，位于英格兰利物浦市。学校是著名的罗素大学集团和N8研究合作集团（N8 Research Partnership）的创始成员，其商学与管理学院也是国际商管学院促进协会（AACSB）成员之一。该校校友及学术人员中共有10位诺贝尔奖得主，其中英国第一枚诺贝尔奖-诺贝尔生理学或医学奖就出自该校。

## 历史

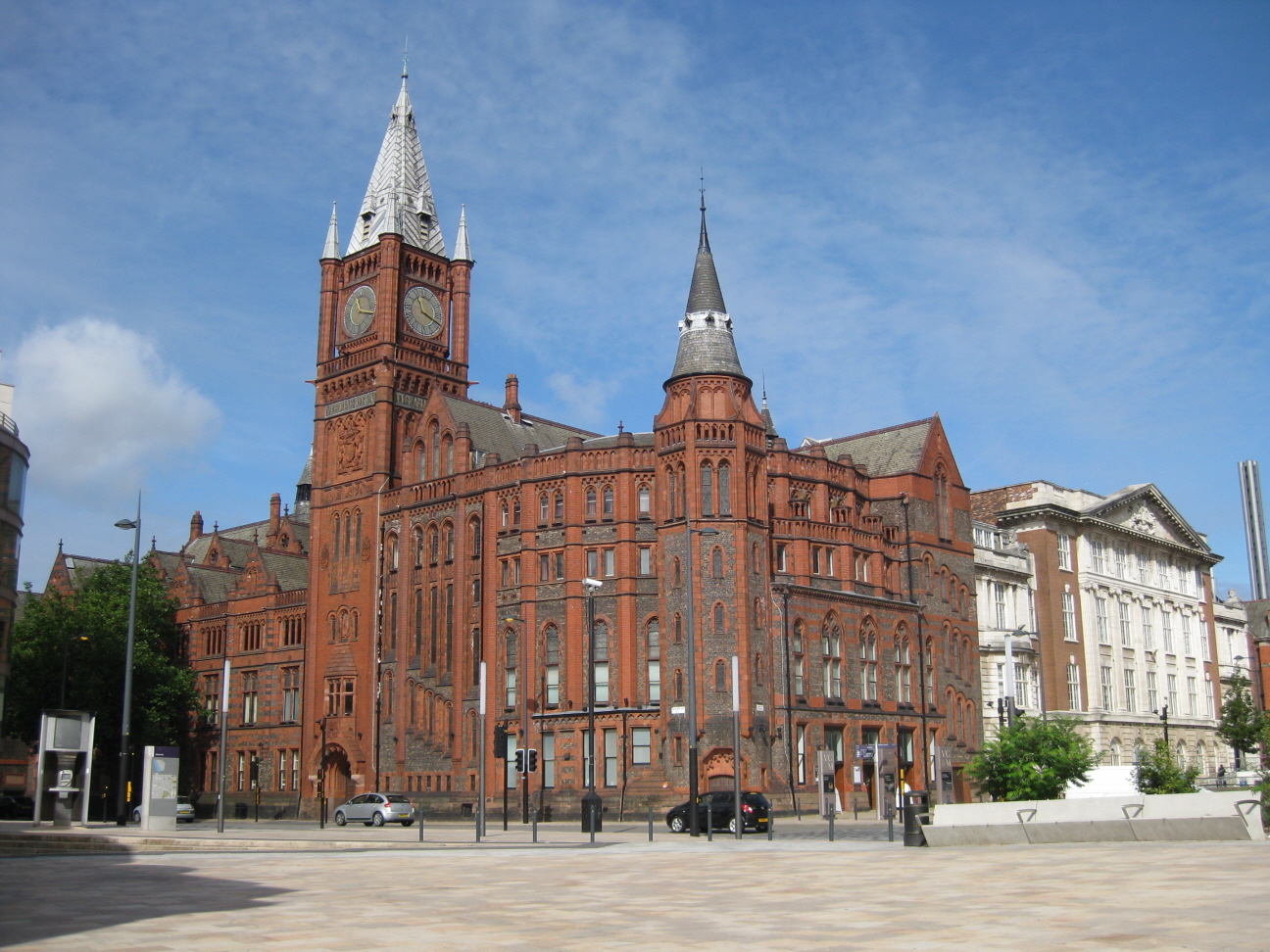
維多利亞大廈

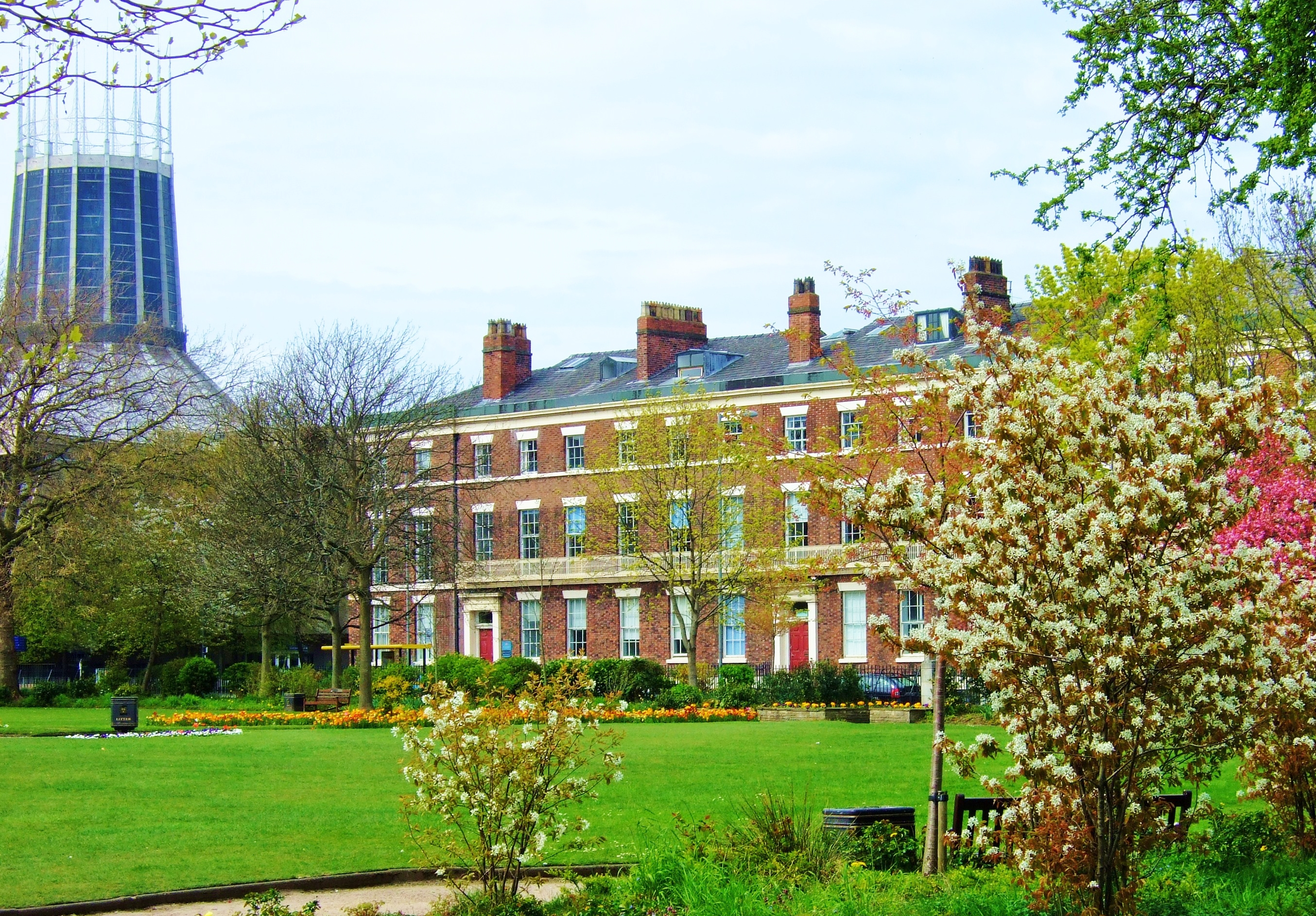
Abercromby Square

利物浦大学于1881年成立。1882年，第一批学生入学。1884年，始成为大英国协的维多利亚大学的一部分。1894年，世界上第一个公共无线电传输系统在利物浦大学诞生，两年之后在利物浦大学，X射线首次在英国被运用于外科手术。1899年，利物浦大学出版社建立，它是英格兰三大古老的大学出版社之一。在那段时期，利物浦大学的学生获得来自伦敦大学颁发的学位；于1903年，经皇家特许和国会议案而升格为一所独立大学。之后利物浦大学在多个领域取得了重大成就，包括：查尔斯·斯科特·谢灵顿爵士发现了突触，威廉·布莱尔贝尔（William Blair-Bell）教授研究化疗治疗癌症；20世纪的30年代至40年代，詹姆斯·查德威克和约瑟夫·罗特布拉特对核能的发展作出了贡献，1943年至1966年细菌学教授艾伦·唐尼参与消灭天花等。1994年，利物浦大学成為罗素大学集团的创始成员之一，该集团目前包括20多所英国研究型大学（牛津，剑桥等）。同时也是N8研究合作集团的创始成员（2004年）。

## 学术
利物浦大学建于1881年，是英国久负盛名的研究型重点大学，是英国最古老的六所“红砖大学”之一。目前学校设有超过230多个学士学位课程，横跨103个专业，国际学生来自全球100多个国家。数千多名教学人员在学校从事教学及科研工作，也吸引许多国外学者在这里工作和研究。每年收入4.1亿英镑，其中1.5亿英镑用于研究；依据萨顿信托(Sutton Trust)报告，利物浦大学拥有1.1亿英镑的财政基金，在英国大学中排名前六。于2006年，利物浦大学与中国西安交通大学合办西交利物浦大学，随後于2013年，利物浦大学亦成立了伦敦新校区。
利物浦大学拥有超过400多个项目，涵盖54个学科领域等诸多领域进行广泛的教学和研究。利物浦大学医学院成立于1835年，先後有四位诺贝尔奖得主在此工作过。利物浦大学开创了世界上最早的建筑系，利物浦大学建筑系在英国最权威的研究水平考核（RAE2008）中排名第三，仅次于剑桥和伦敦大学学院。此外在Research Assessment Exercise(RAE)的结果中41门学科获得最高分5*、5或4*分（5*代表多数领域为世界领先水平；4*代表多数领域为英国內领先水平，且部分领域为世界优秀水平）。

## 傑出校友
至今利物浦大学已经走出了10位诺贝尔奖得主，他们分布在科学，医药与和平领域，他们是医生罗纳德·罗斯（英国第一位诺贝尔奖得主）、物理学家查尔斯·巴克拉、物理学家马丁·佩尔、生理学家查尔斯·斯科特·谢灵顿、物理学家詹姆斯·查德威克、化学家罗伯特·鲁宾逊、生理学家哈尔·戈宾·霍拉纳、羅德尼·羅伯特·波特和物理学家约瑟夫·罗特布拉特。
- 董建華：香港特別行政區首任行政長官，現任中國政協副主席。[21]
- 林文漪：現任第十二届全国政协副主席，台盟中央主席，清华大学教授、博士生导师。[22]
- 司徒敬：御用大律師，香港高等法院上訴法院副庭長及終審法院非常任法官。[23]
- 王見秋：前香港高等法院上訴法院法官，平等機會委員會主席。[24]
- 戴传曾：中国核物理学家，中国原子能科学研究院名誉院长。[25]
- 林清江：中華民國教育部部長。[26]
- 程伯中：香港中文大學副校長。[27]
- 呂大明：知名散文家。